# Laphria incivilis
Laphria incivilis är en tvåvingeart som beskrevs av Walker 1856. Laphria incivilis ingår i släktet Laphria och familjen rovflugor. Inga underarter finns listade i Catalogue of Life.